# 中原物业诉陶德华案
中原物业诉陶德华案，全称上海中原物业顾问有限公司诉陶德华居间合同纠纷案，是一起发生于中华人民共和国上海市的民事案件。在这起案件中，被告人陶德华因通过另一个房产中介公司签订购房合同，被原已签署房地产求购确认书的中原物业要求支付违约金。这起民事案件隶属于居间合同方面的民事纠纷，被中华人民共和国最高人民法院列入第一批指导性案件。

## 背景
2008年10月份，上海市虹口区一套房产的产权人委托立好信、汉宇等多家包括原告人中原物业顾问有限公司在内的多家房产中介挂牌出售这一房产。被告人陶德华在购房时看中这一套房屋，中原物业下属工作人员带领陶德华于2008年11月27日参观了这一套房子。由于房屋被委托给多家房产经纪，因此陶德华夫妇两人在此前一个星期内由其他中介公司的工作人员带过来验看过房屋。而陶德华就在27日当天与中原物业签署了《房地产求购确认书》，中原物业当时对这一房产的报价为165万元，另一公司则报价为145万元。在另一公司和产权人的协商下，陶德华得以以138万元的价格成交，并签署了相关的购房合同。
然而，在与中原物业所签署的确认书中，有一条表明“利用了中原公司提供的信息、机会等条件但未通过中原公司而与第三方达成买卖交易的，陶某某应按照与出卖方就该房地产买卖达成的实际成交价的1%向中原公司支付违约金”。中原物业认为陶德华违反了这一条款，并藉此提起民事诉讼，要求陶德华支付违约金。

## 案件审判
这一案件初审由上海市虹口区人民法院负责，法院确认了原告及被告双方在签署合同时的主观意向，并同意中原物业的说法，认为陶德华有违约行为。依照《中华人民共和国合同法》第八和第一百零七条的规定，他应按照合同所述赔偿报价的1%，即13800元，同时承担案件受理费106.25元。
陶德华对初审判决不服，他提出上诉，案件被移交至上海市第二中级人民法院。法院在审理中，对确认书内陶德华所违条款进行了进一步解析。法院认为，这一条款的本意是用于防止购房者跳单而拟写的，以防中介公司无法获得应有的佣金。在这一案件中，因涉案房屋的出售非中原物业独家代理，陶德华通过另一家公司购买这一房屋，并没有利用来自中原物业的信息。因此，法院认定在陶德华已支付那家公司佣金的情况下，并没有违反条约。同时，法院判定确认书不属于合同范围，而更倾于看房单。
在对相关事件的证据进行确认后，法院做出判决，撤销了一审原判，陶德华无任何民事责任，中原物业则需要承担两次审判的受理费。

## 后续影响
这一案件属于民事案件，它涉及到了《房地产求购确认书》等相关验看房屋后所签署文书的法律性质，经二审法院确认在这一具体案件中它属于居间合同。因此这一案件于2011年被最高人民法院列入第一批指导性案例，为指导案例1号。最高院认为这一案件的审判促进了居间中介市场的发展和竞争，也可以更好的保护消费者权益。
最高院对这一案件做了更多的解析，指出其要点为当卖方将同一房屋通过多个中介公司挂牌出售时，买方通过其他公众可以获知的正当途径获得相同房源信息的，买方有权选择报价低、服务好的中介公司促成房屋买卖合同成立，其行为并没有利用先前与之签约中介公司的房源信息，故不构成违约。后也说明在司法实践中，法院依旧需要注意买方是否是恶意跳单。有相关学者指出，这一案例中的条款效力并没有经由法院确认，所以当遇到同样情形的案件时，不具有法律上的参照价值。因此，在这一案例中，通过判决可以确认的只有在签订合同的前提下，认定责任人是否违约或违反合同法第四十条之规定，而不涉及合同本身。